# Convento de Carmelitas Calzadas
El convento de Carmelitas Calzadas es un cenobio de la ciudad española de Granada.

## Descripción
El convento, que también se conoce como «de las Calabaceras», se encuentra en la calle de las Monjas del Carmen, en el barrio del Realejo. Aparece descrito en la Guía de Granada (1892) de Manuel Gómez-Moreno González con las siguientes palabras:

Convento de Carmelitas calzadas. Llámase vulgarmente de las Calabaceras y fué de beatas hasta 1508. La sacristía de su iglesia está cubierta por un techo antiguo de artesones y la capilla mayor obstante bello alfarje mudejar de nueve paños, con un letrero pintado en su friso, cuya parte legible dice: "Esta capilla fundó el muy magnífico cavallero Diego de Loaisa, natural de Ciudad Real, de donde vino por Alguacil Maior desta Odiencia..... adorno... acabó el año 1530". En las paredes se ven antiguos retratos del fundador y su esposa y también es de notar la imagen de S. José, esculpida indudablemente por risueño. Á espaldas de este convento, hállase el aljibe árabe de Rodrigo del Campo, en la cuesta del mismo nombre, el cual es abovedado y con arco de herradura, hoy tapiado por fuera.
(Gómez-Moreno González, 1892, p. 202)